# Omicron2 Canis Majoris
Omicron2 Canis Majoris è una stella della costellazione del Cane Maggiore di magnitudine apparente 3,04, dista 3200 anni luce dal sistema solare.
La stella è una supergigante blu, ed è una stella estremamente luminosa, la sua magnitudine assoluta è di -7,3. Appartiene alle variabili Alpha Cygni e pulsa tra la magnitudine 2,98 e 3,04 in un periodo di 24,44 giorni..

## Osservazione
Si tratta di una stella situata nell'emisfero celeste australe; grazie alla sua posizione non fortemente australe, può essere osservata dalla gran parte delle regioni della Terra, sebbene gli osservatori dell'emisfero sud siano più avvantaggiati. Nei pressi dell'Antartide appare circumpolare, mentre resta sempre invisibile solo in prossimità del circolo polare artico. La sua magnitudine pari 3 fa sì che possa essere scorta anche dai centri urbani di moderate dimensioni.
Il periodo migliore per la sua osservazione nel cielo serale ricade nei mesi compresi fra dicembre e maggio; nell'emisfero sud è visibile anche all'inizio dell'inverno, grazie alla declinazione australe della stella, mentre nell'emisfero nord può essere osservata limitatamente durante i mesi della tarda estate boreale.

## Caratteristiche fisiche
La massa stimata nelle ultime osservazioni supera le 20 masse solari, mentre il raggio è 65 volte maggiore di quello del Sole, con una temperatura superficiale stimata attorno a 15500 K.
Come tutte le stelle di grande massa, la sua vita è relativamente breve; la sua età è intorno agli 8 milioni di anni ma è già uscita dalla sequenza principale. Ora è nella fase nella quale brucia elio nel suo nucleo trasformandolo in elementi più pesanti come carbonio e ossigeno, tramite il processo tre alfa.